# Cemitério Jardim da Paz de Florianópolis
O Cemitério Jardim da Paz é um cemitério parque, localizado no município de Florianópolis, inaugurado em 1970.
Possui uma área aproximada de 40.000 metros quadrados, e seu projeto teve como meta principal ser um lugar para a busca da paz e serenidade.

## Alguns sepultamentos
- Alcides Abreu[2]
- Caspar Erich Stemmer[3] e sua mulher Helena[4]
- Daniel Agostinho Faraco[5]
- Ernesto Francisco Damerau[6]
- Francisco Mastella[7]
- João Nílson Zunino[8]
- Lauro Junkes
- Luiz Carlos Cancellier de Olivo[9]
- Nereu Correia[10]
- Ney Brasil Pereira[11]
- Norberto Ungaretti[12]
- Raul Guenther[13]
- Renato de Medeiros Barbosa[14]
- Sérgio Grando[15]
- Silveira Júnior[16]
- Venício Tortato[17]
- Vilson Pedro Kleinübing[18]
- Walter Francisco da Silva[19]
- Walter Piazza[20]
- Wilson Floriani[21]